# Bouvrot
Le bouvrot, (ou bouverot), terme particulièrement employé en Lorraine, est le principal revenu d'une cure et désigne l'ensemble des biens fonciers (bien-fonds) dont le curé avait la jouissance et qu'il devait administrer.
Ces biens spécifiques à l'entretien du curé ne doivent pas être confondus avec les biens de la paroisse, donc de l'Église elle-même, qui eux étaient désignés sous le terme de fabrique.